# Onthophagus amicus
Onthophagus amicus là một loài bọ cánh cứng trong họ Bọ hung (Scarabaeidae).